# Островка (Татарстан)
Островка — деревня в Муслюмовском районе Татарстана. Входит в состав Шуганского сельского поселения.

## География
Находится в восточной части Татарстана на расстоянии приблизительно 16 км на юго-восток по прямой от районного центра села Муслюмово у границы с республикой Башкортостан.

## История
Основана в 1920-х годах.

## Население
Постоянных жителей было: в 1926 году — 179, в 1938 году — 204, в 1949 году — 221, в 1958 году — 125, в 1970 году — 93, в 1979 году — 61, в 1989 году — 45, в 2002 году — 48 (русские 62 %, татары 38 %), в 2010 году — 18.